# Poraj (Czachorowo)
Poraj – przysiółek wsi Czachorowo w Polsce, położony w województwie wielkopolskim, w powiecie gostyńskim, w gminie Gostyń, przy drodze wojewódzkiej nr 434.
W latach 1975–1998 przysiółek należał administracyjnie do województwa leszczyńskiego.
W okresie Wielkiego Księstwa Poznańskiego (1815-1848) miejscowość wzmiankowana jako folwark Urtelswald należała do wsi mniejszych w ówczesnym pruskim powiecie Kröben (krobskim) w rejencji poznańskiej. Urtelswald należał do okręgu gostyńskiego tego powiatu i stanowił część majątku Czachorowo, którego właścicielem był wówczas (1846) Budziszewski. Według spisu urzędowego z 1837 roku wieś liczyła 28 mieszkańców, którzy zamieszkiwali 3 dymy (domostwa).